# Feldgrau

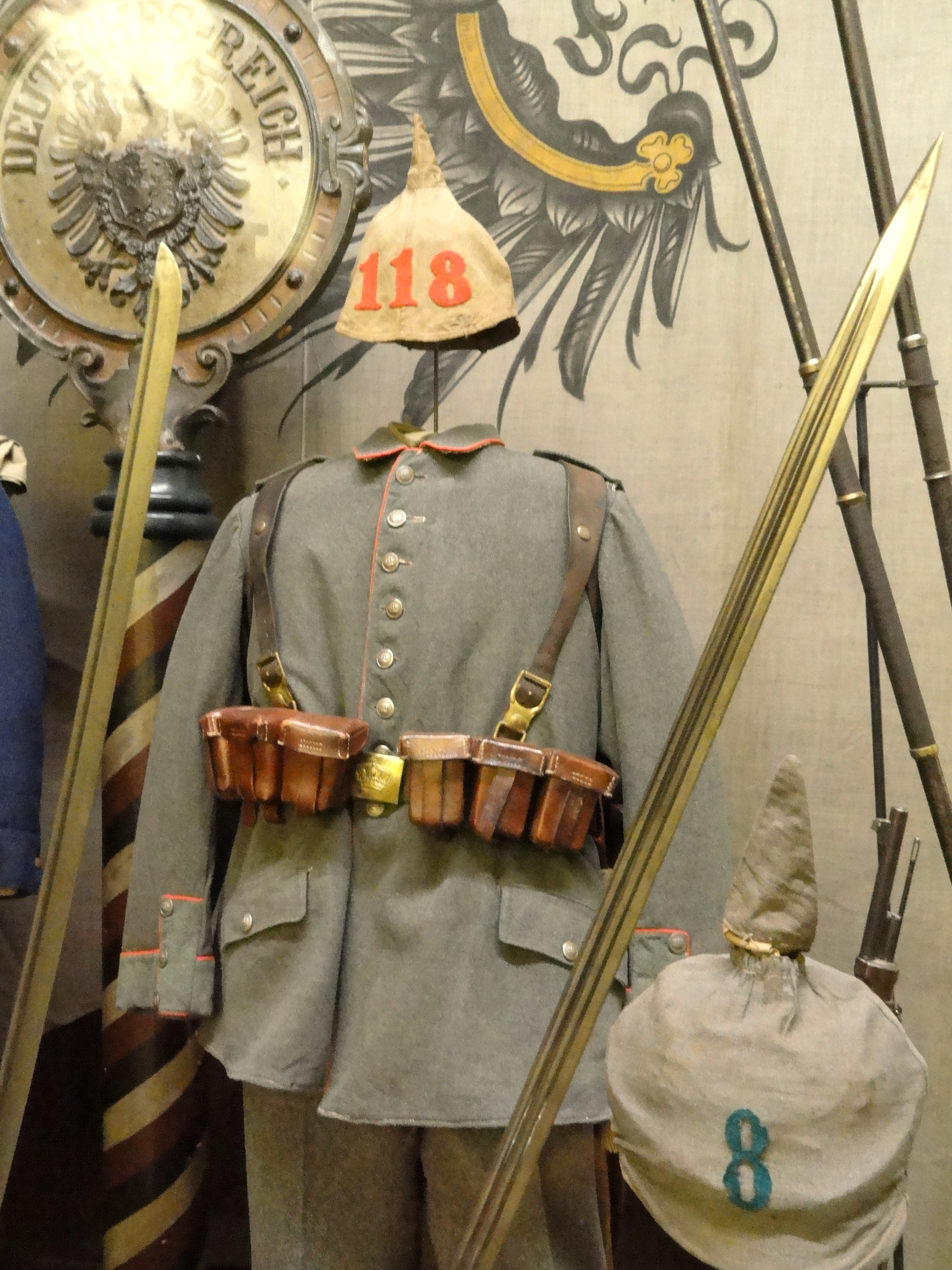
El feldgrau fundacional

Feldgrau (terme alemany: 'gris de campanya') és la denominació oficial del to de gris que fou reglamentari en els uniformes de campanya alemanys entre 1907 i 1945, i, com a tal, emblemàtic de l'exèrcit alemany durant la Primera Guerra Mundial i la Segona Guerra Mundial. També fou usat per altres exèrcits.
En català i altres llengües romàniques, el terme feldgrau es tracta com a xenisme, de manera que es conserva en alemany. Per proximitat lingüística, en anglès tendeix a calcar-se com a field grey.

## Alemanya
Teòricament el feldgrau es defineix com un tipus de gris verdós. En la pràctica, el to concret anà variant segons els reglaments uniformològics successius.
El feldgrau original, de 1907/1910, era d'un to mitjà de marcada dominància grisa. Fou el color adoptat per al nou uniforme de campanya alemany m. 1910, en què, d'acord amb la voga del moment, s'aplicaven les ensenyances de l'uniforme britànic m. 1902, i, doncs, s'optava per un uniforme més pràctic i, sobretot, monocolor, que tendís a mimetitzar-se amb el terreny.
El 1915, arran l'adopció d'un nou model simplificat de guerrera (Bluse), el to de feldgrau s'enfosquí alhora que s'hi reforçava el component verdós. A partir d'aquest moment, les diverses variants de feldgrau que anirien adoptant-se fins al 1945 foren de tons ambigus entre el gris verdós i el verd grisenc.

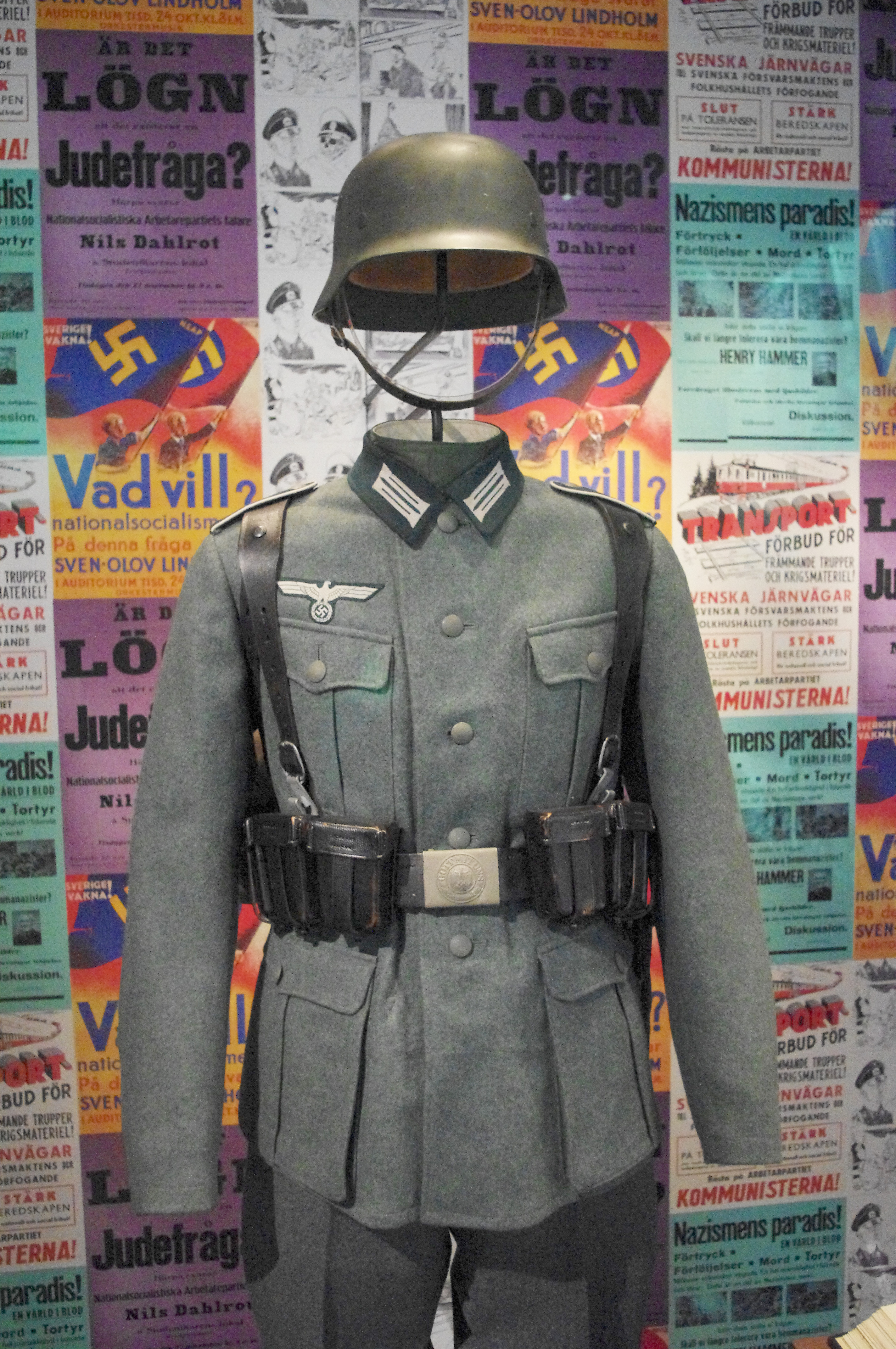
Uniforme de la Wehrmacht m. 1936; s'hi pot apreciar la diferència de tons entre guerrera feldgrau i pantalons steingrau (fins al 1940)

D'altra banda, entre 1914 i 1940 es produí un contrast de coloració que esdevingué característic. Com que el 1914 els pantalons havien passat del feldgrau al steingrau ('gris pedra'), un gris sense matís verdós, l'efecte de conjunt passà a ésser de guerrera i lligadura verdoses (oficialment feldgrau) amb pantalons inequívocament grisos (steingrau). Aquest efecte visual s'aguditzà encara en la Reichswehr de la República de Weimar, i s'extremà amb la Wehrmacht del Tercer Reich, fins que a partir de 1940 s'optà per retornar a una tonalitat uniforme, amb els pantalons confeccionats també en feldgrau.

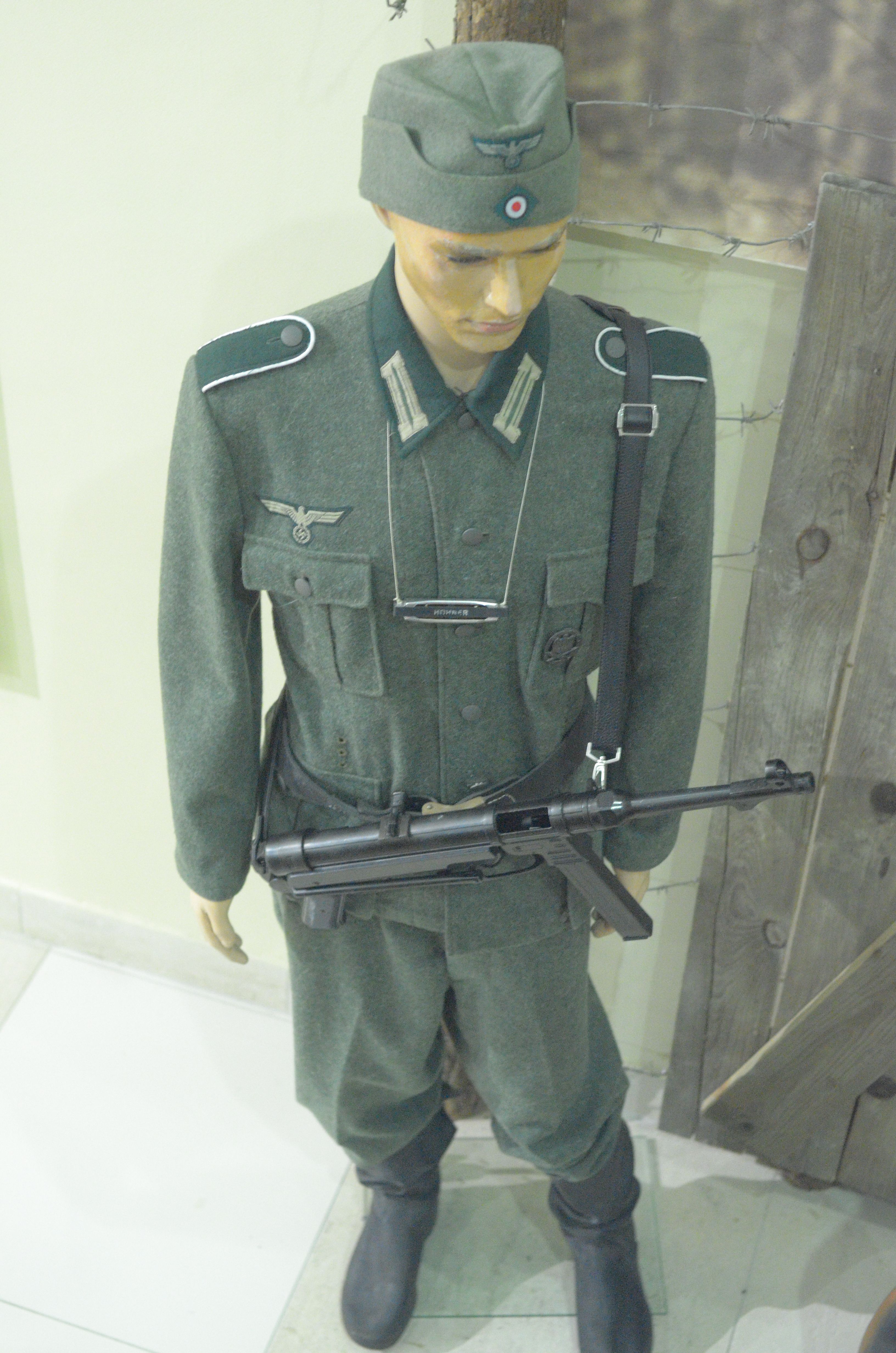
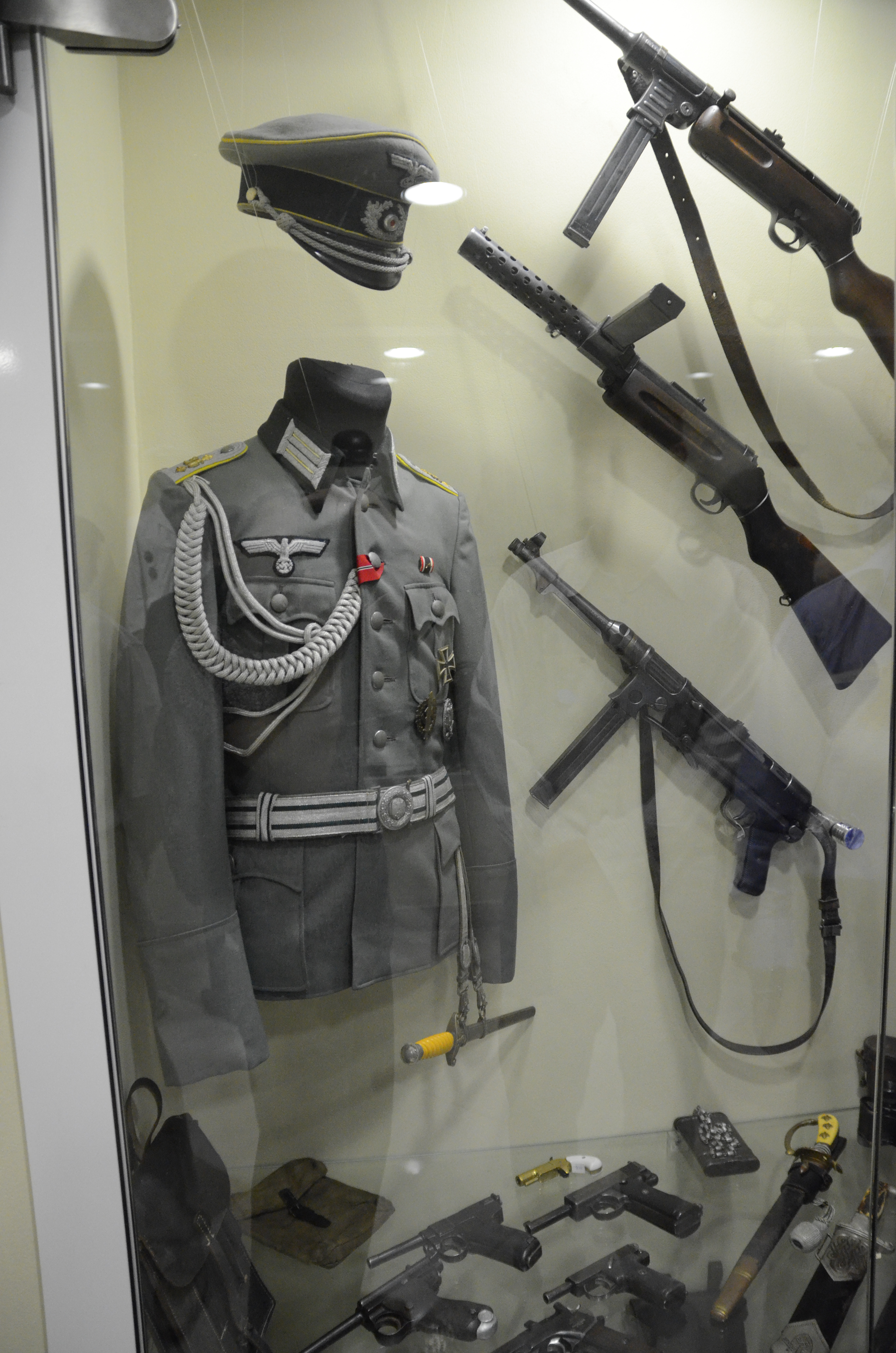
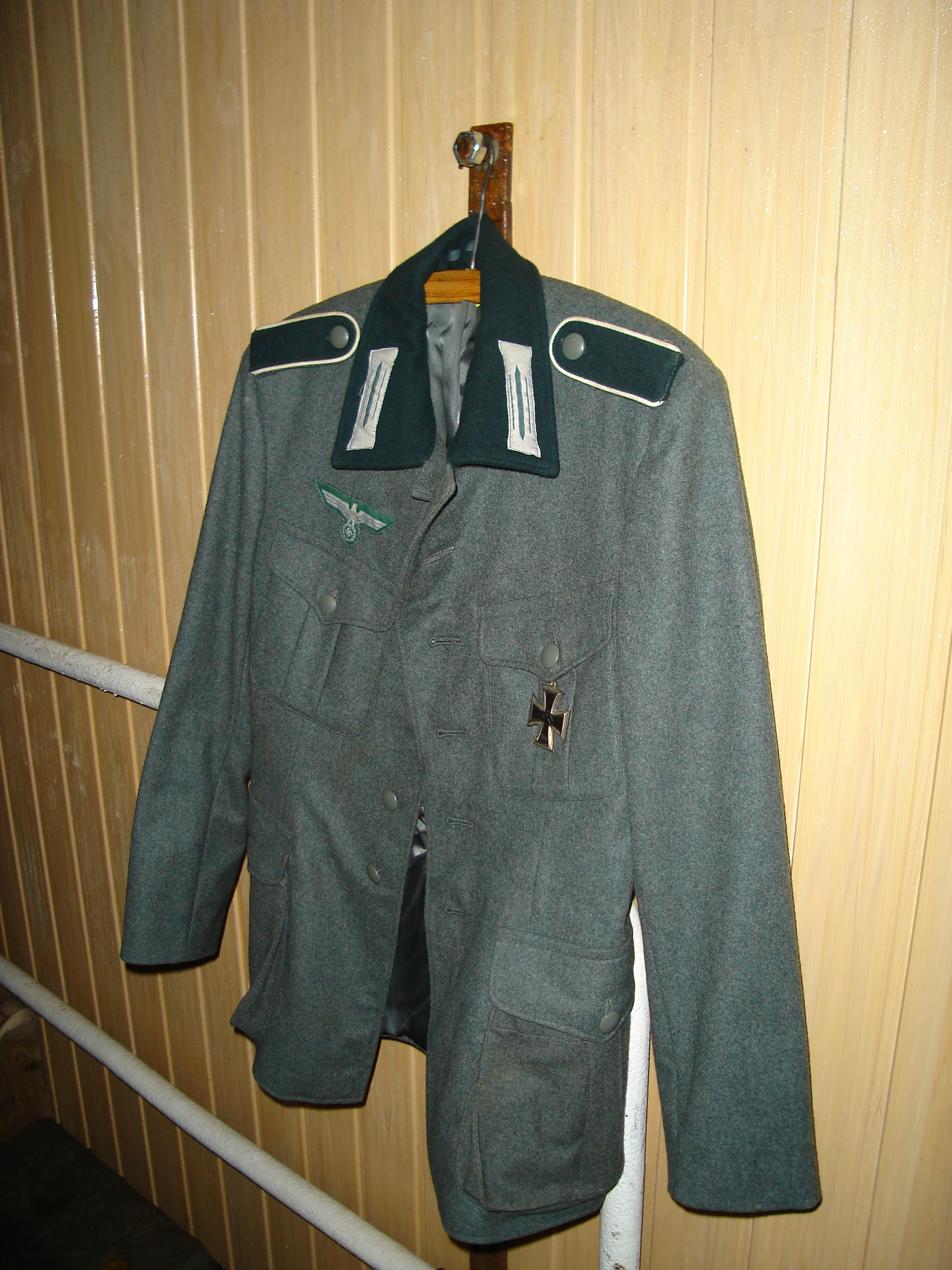
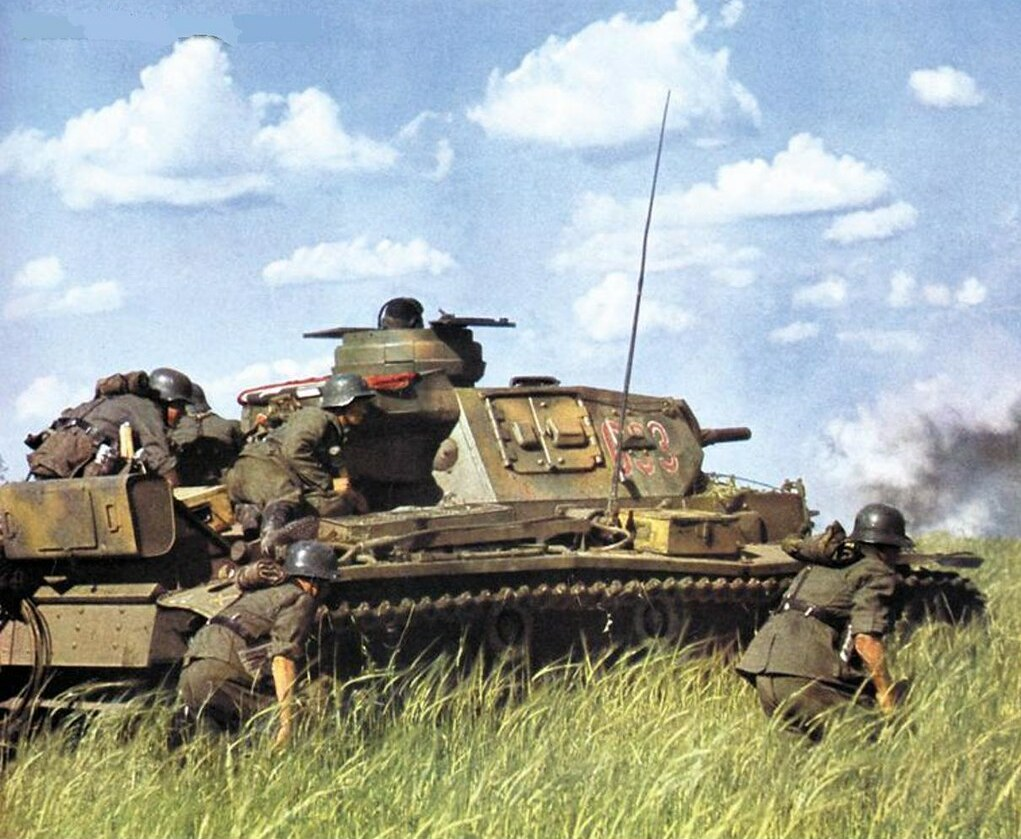
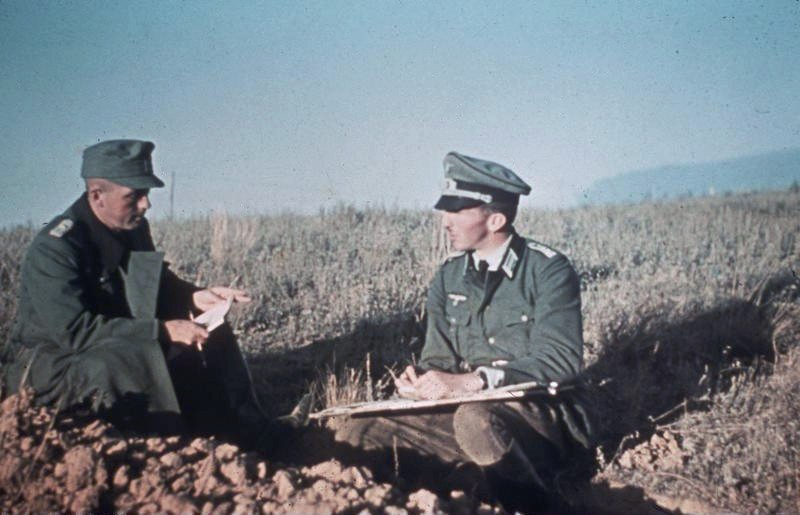

Tonalitats de feldgrau de la Wehrmacht en període bèl·lic 
Fortament connotat amb el militarisme alemany, i amb el nazisme, el feldgrau s'extingí dels uniformes militars alemanys conjuntament amb el Tercer Reich, almenys en la terminologia oficial. Emperò, els exèrcits alemanys posteriors (RFA, RDA) no se saberen estar d'algun altre to de gris, si més no per als uniformes de passeig i gala.

## Àustria-Hongria

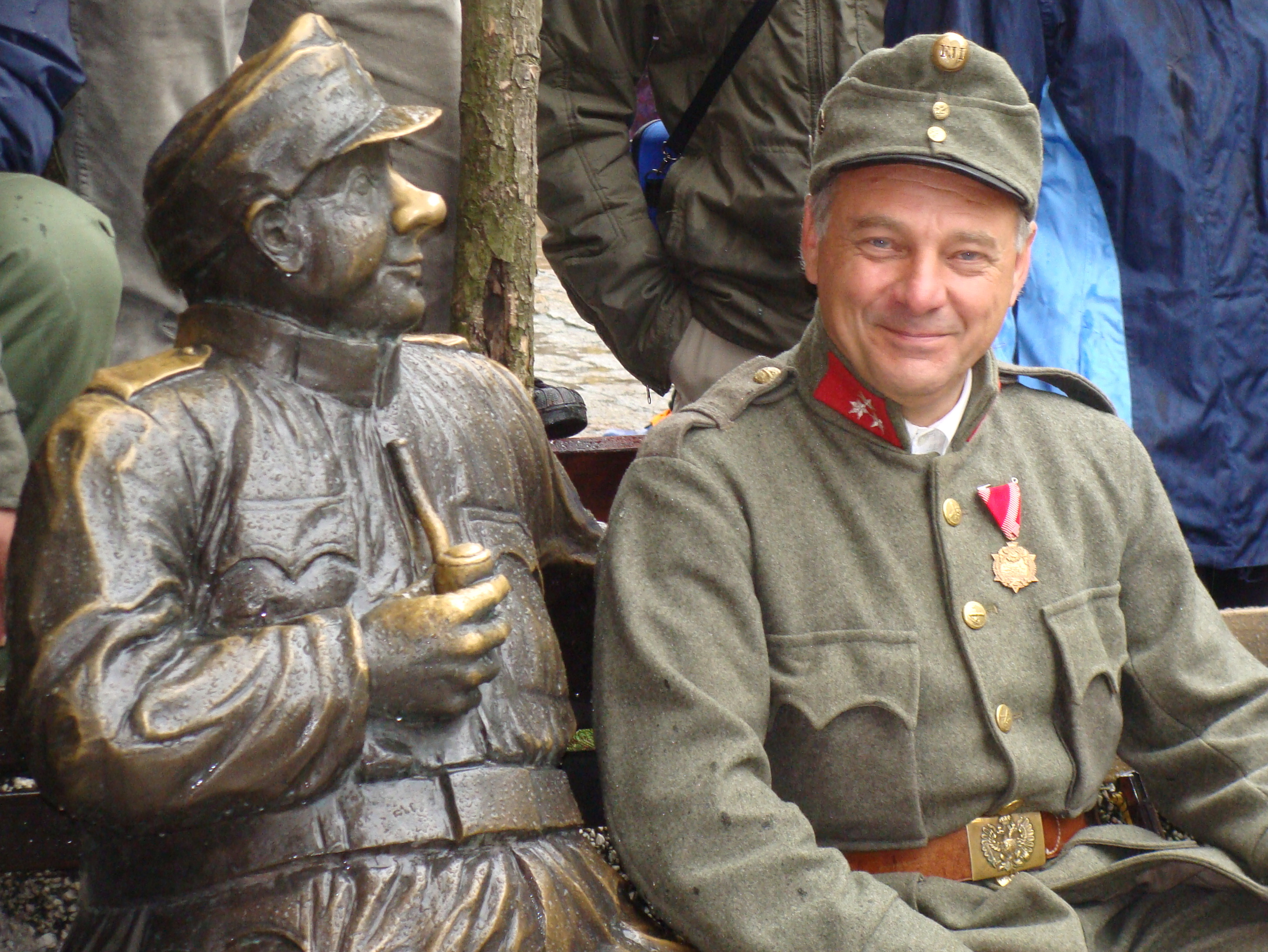
Uniforme austrohongarès m. 1915 en feldgrün (feldgrau); reconstrucció històrica fidel

L'exèrcit austrohongarès adoptà el feldgrau per a l'uniforme de campanya el 1915, si bé amb la denominació oficial de feldgrün ('verd de campanya'). Tot i el nom, la versió austrohongaresa presentava dominància grisa, bastant anàloga a la versió alemanya de 1907/1910; el color s'aplicava uniformement a la totalitat de peces.

## Àustria
Durant la Primera República austríaca, els uniformes del Bundesheer imitaren prou servilment l'ús coetani alemany, tant en estil com en coloració, amb lligadura i guerrera feldgrau (nom que hi esdevé oficial) i pantalons ara contrastants, però en hechtgrau ('gris lluç'). Aquesta diferència de tons entre peces –així com el nom de feldgrau-- es conservà, fins i tot, quan es restaurà la tradició uniformològica austríaca, el 1933.

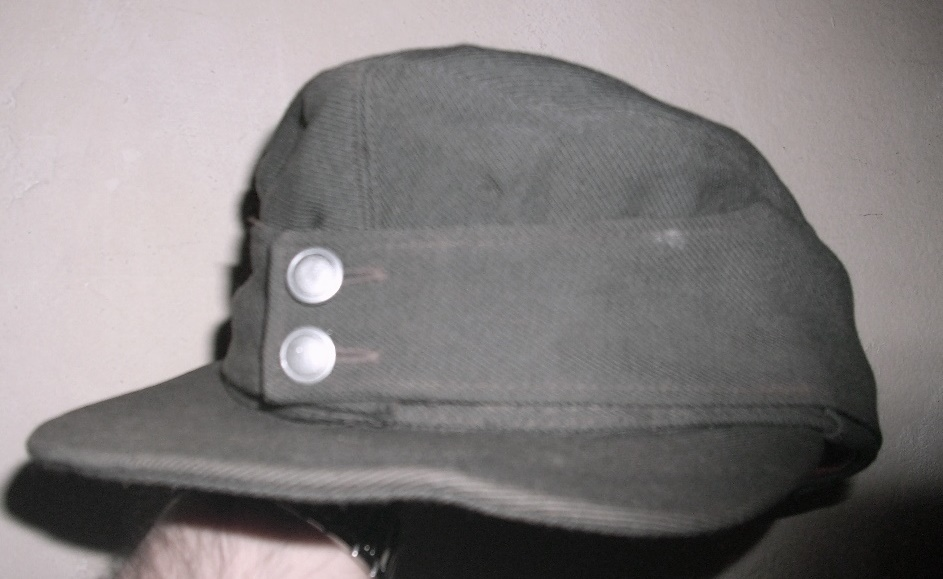
El feldgrau de feineig austríac (1959-1975)
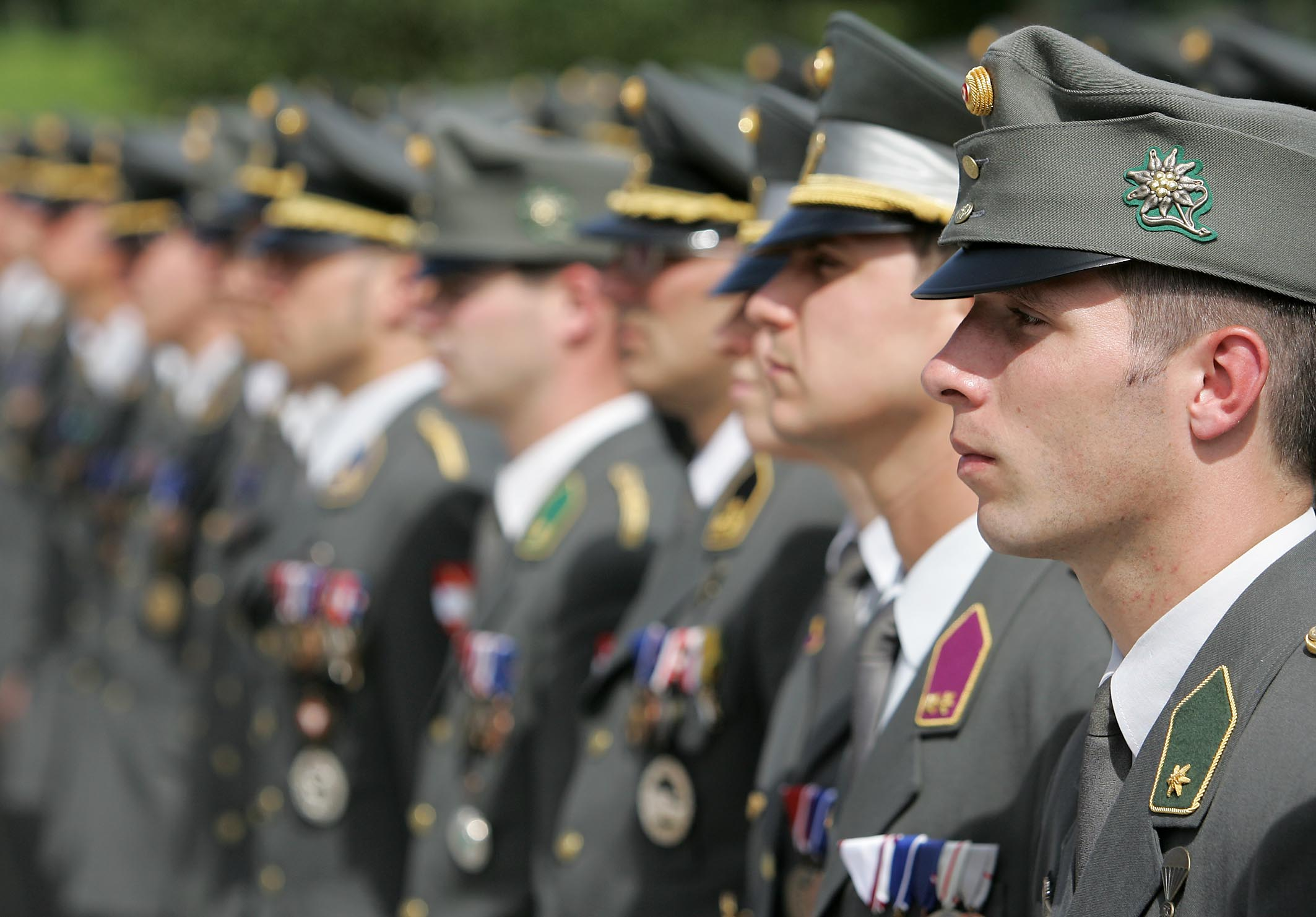
El feldgrau de passeig austríac actual (els cofats de Feldkappe són Gebirgsjäger)

En la Segona República austríaca, el Bundesheer renascut, a diferència dels exèrcits oficialment alemanys, no tingué cap problema a anomenar oficialment feldgrau el gris mitjà de l'uniforme de feineig m. 1959 (Drillichanzug M59), que també s'usava sota el sobreuniforme mimètic de campanya; i així fou fins a la introducció de nous uniformes en verd oliva (1975). En el primer uniforme de passeig i gala (m. 1956), Feldkappe i guerrera eren feldgrau, amb un to més fosc per als pantalons (eisengrau, 'gris acer'); en l'actual (m. 1965), són feldgrau la gorra de plat i la guerrera, amb un to més clar per als pantalons (hellgrau, 'gris clar').

## Suïssa
El 1914 l'exèrcit suís adoptà oficialment el feldgrau (gris-vert, en francès) com a color de l'uniforme de campanya; a les alçades de 1926 el nou color ja era reglamentari en tots els models d'uniforme, i es conserva encara avui per a passeig i gala (en contrast amb els uniformes mimètics de campanya). En la pràctica, però, aquest feldgrau o gris-vert era i és, més aviat, un blau grisenc de tipus aviador, bastant similar al color hechtgrau ('gris lluç') de l'uniforme austrohongarès m. 1908. Això no obstant, fins al m. 1949 hi hagué hesitacions de tonalitat, i el color també podia ésser un feldgrau pròpiament dit, mena de gris verdós del tipus alemany original, així com un altre de més afí al grigio-verde italià, aquest darrer conegut col·loquialment com a 'verdet' (grünspan en alemany i verdigris en francès).

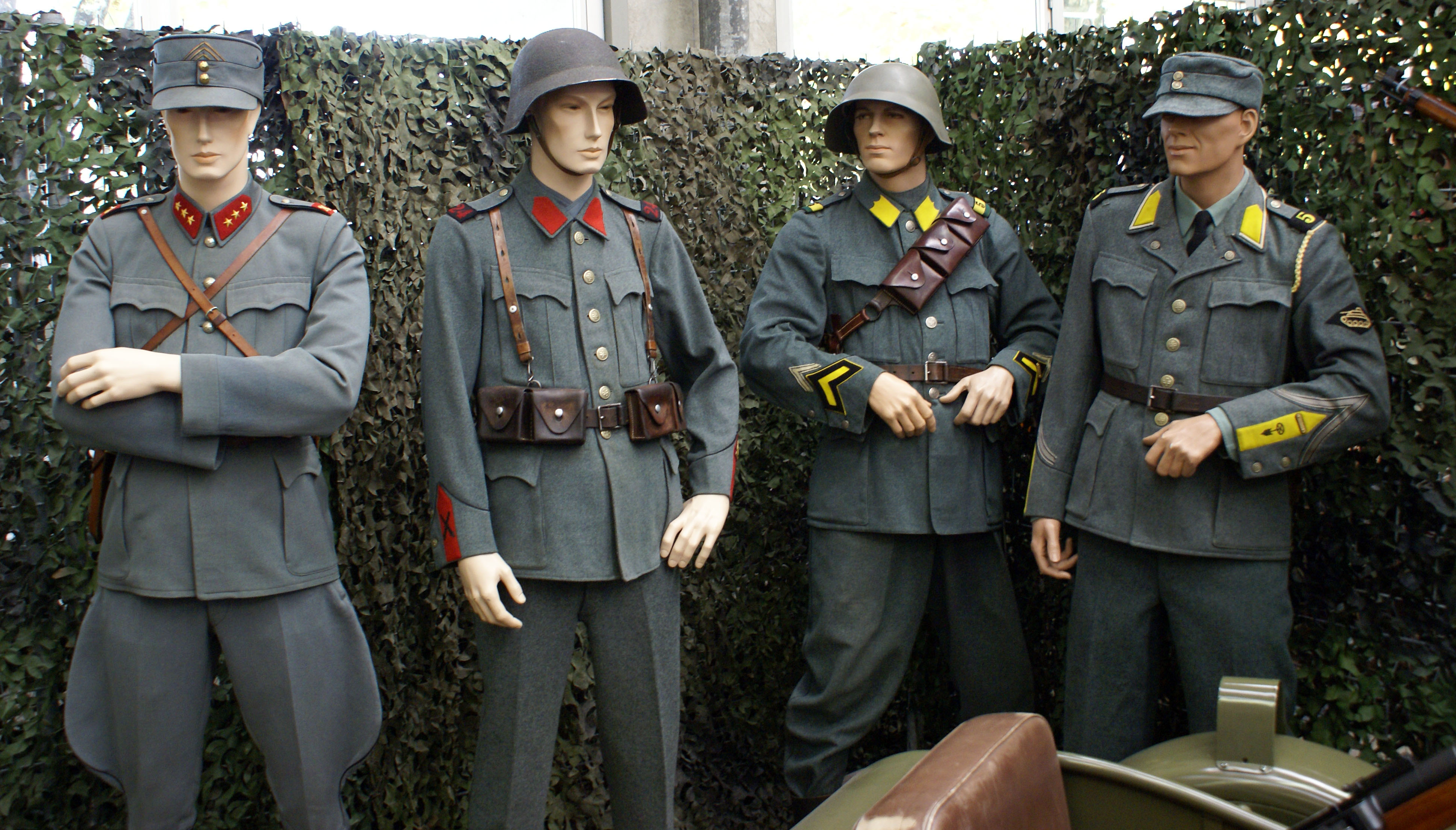
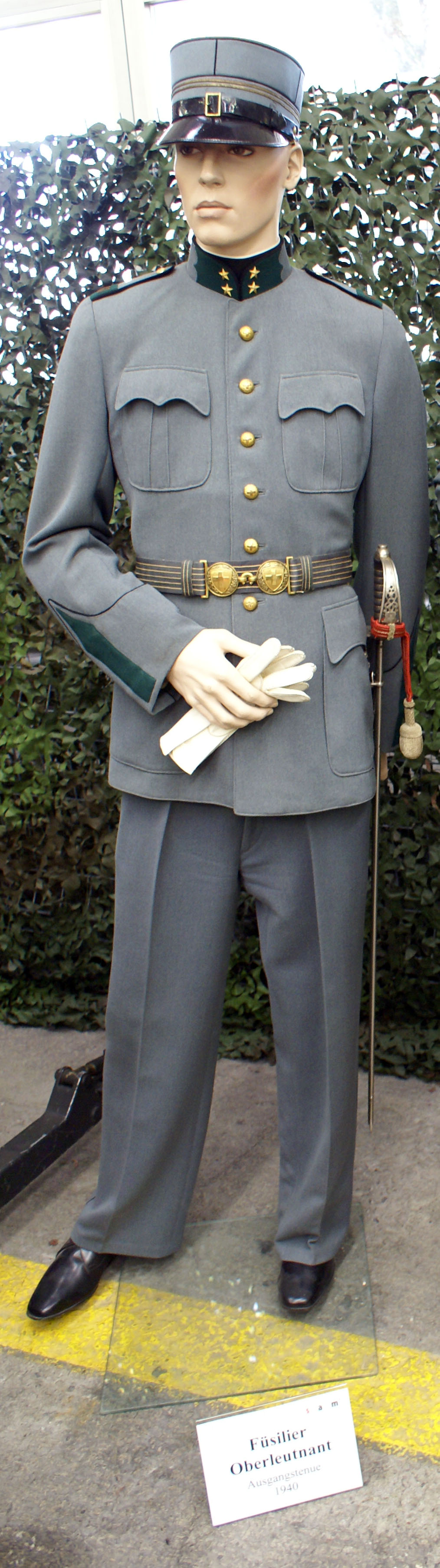
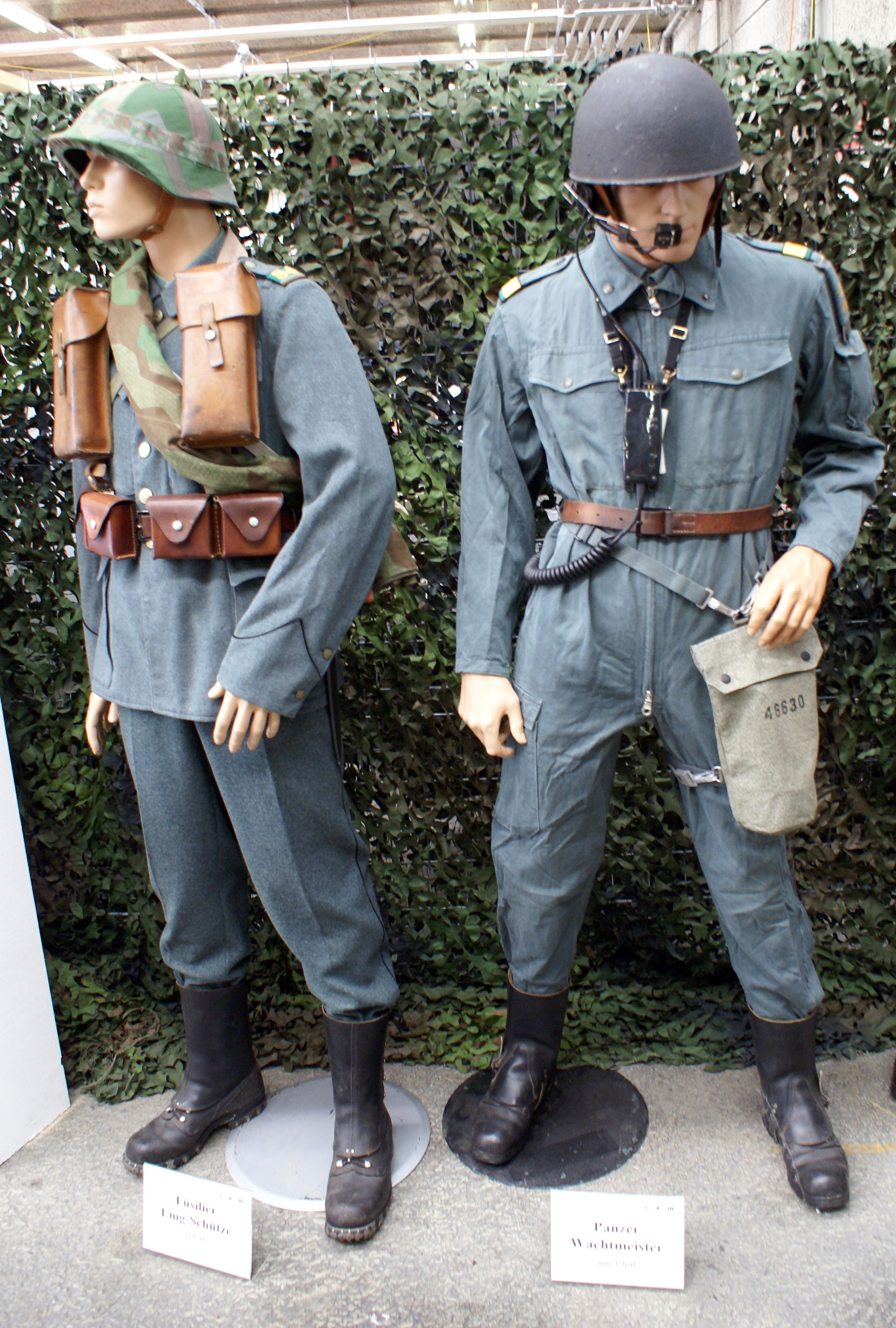
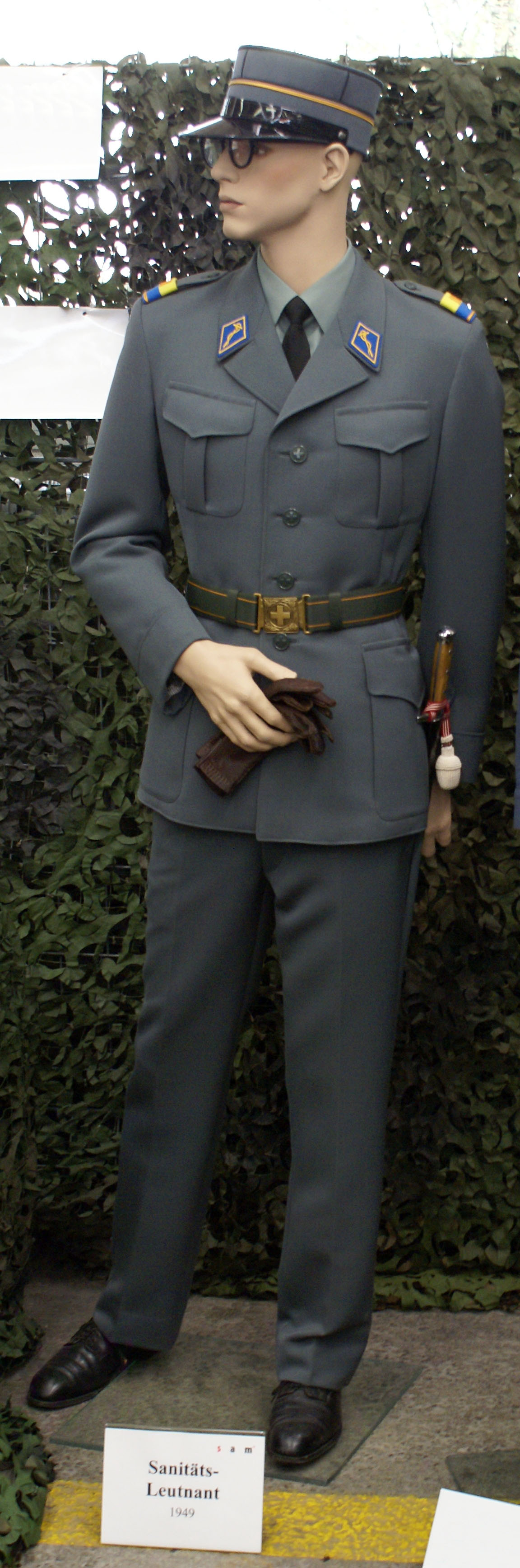
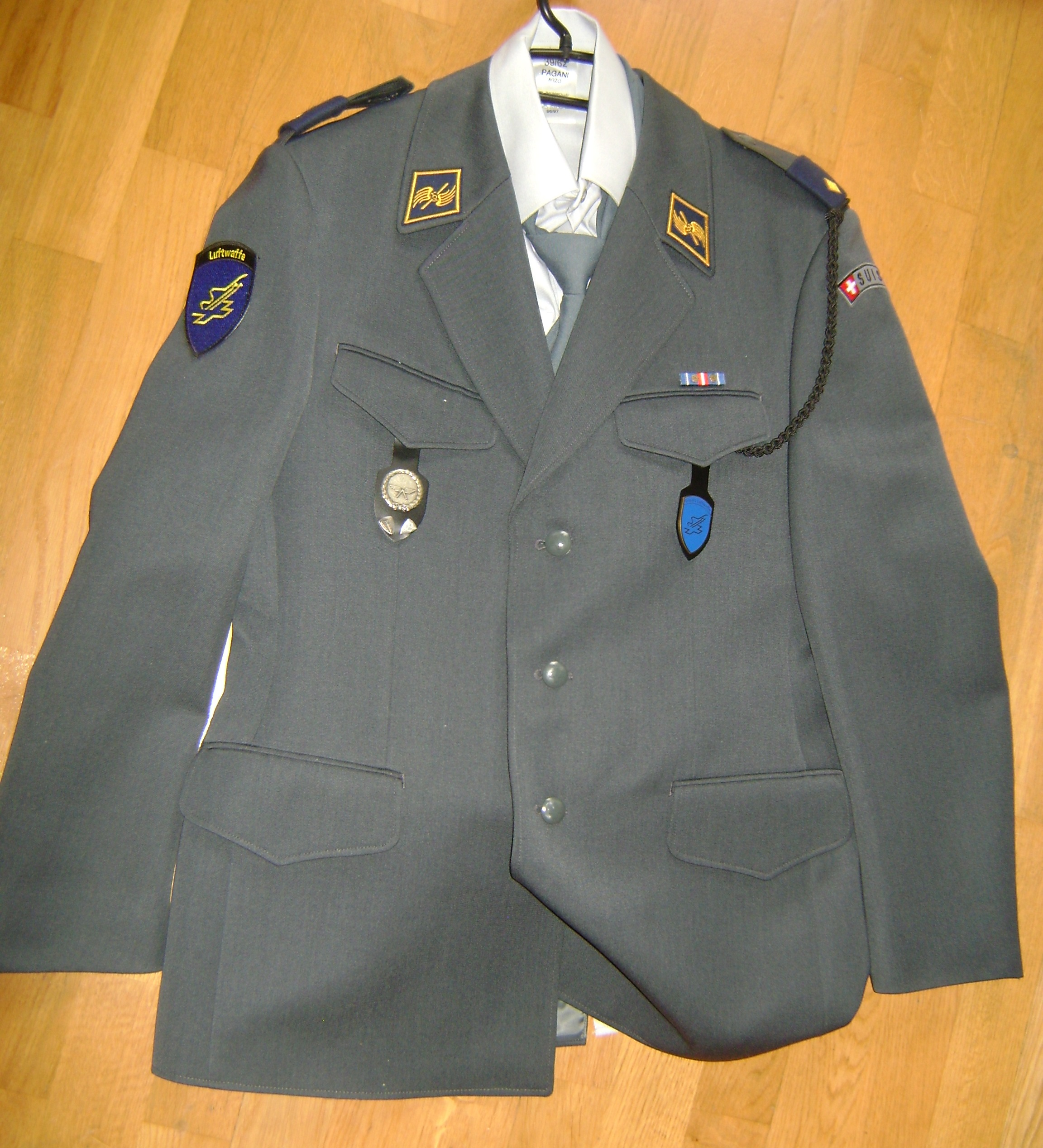

El peculiar feldgrau suís: uniformes m. 1940, de tropa i d'oficial; m. 1949, de tropa i d'oficial; i m. 1995 (actual) de passeig i gala

## Països Baixos
L'uniforme de campanya neerlandès fou de color feldgrau entre 1912 i 1940. Oficialment el color es denominava grijsgroen ('verd grisenc'), però rebia sovint el nom de veldgrijs (feldgrau). El to, en principi, era similar al feldgrau alemany originari, si bé n'hi havia partides d'un verd grisenc semblant al grigio-verde italià, i, més rarament, d'un to gris sense matís verdós. A partir dels anys trenta hi predominà un to blau grisenc semblant al de l'uniforme suís. En tot cas, aquests tons foren considerats acceptables per la Wehrmacht, la qual, arran l'ocupació dels Països Baixos, reutilitzà multitud d'uniformes neerlandesos, un cop adaptats a la reglamentació alemanya.

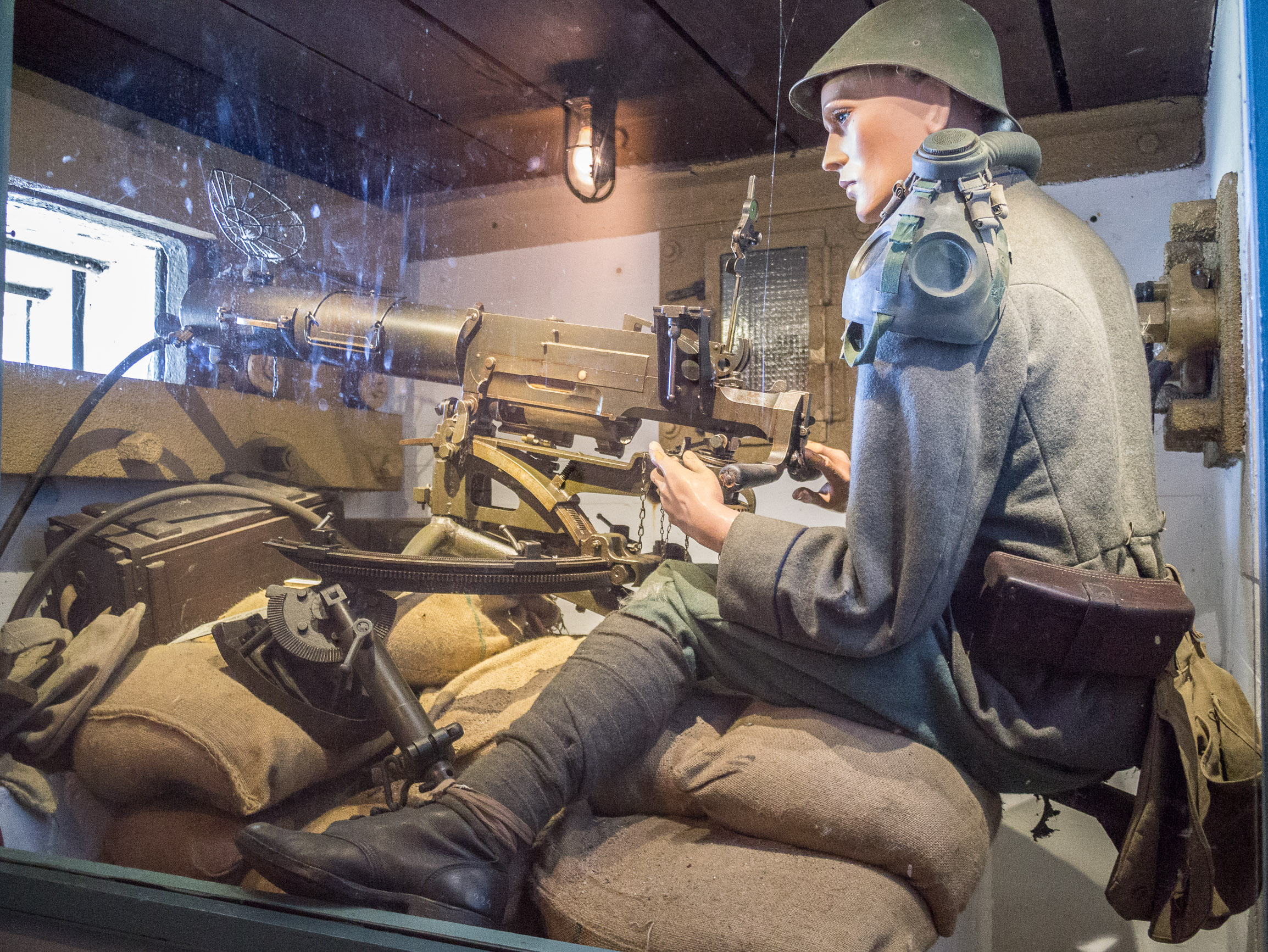
El feldgrau neerlandès; observeu l'ambigüitat del to segons incidència de la llum

## Altres grisos militars
Cal evitar la confusió entre el concepte específic de feldgrau i el concepte més ampli de 'gris militar'. D'una banda, ja hem vist com a la mateixa Alemanya, i en altres estats germanòfons, s'usaven o s'usen altres tons de gris, paral·lelament al feldgrau o en comptes seu. D'altra banda, hi ha hagut exèrcits que han usat tons de gris diferents del feldgrau en uniformes de campanya contemporanis. Per exemple, el gris ha estat el color característic dels uniformes de campanya de l'exèrcit suec durant la major part del segle xx; i ho fou de l'exèrcit serbi, i després del iugoslau, durant el període monàrquic.